# تشانغ لي (لاعبة كرة طائرة)
تشانغ لي (11 يناير 1985 في الصين - ) (بالصينية: 张磊) هي لاعبة كرة طائرة الصين في مركز ضارب خارجي ‏. شاركت في دورة الألعاب الآسيوية 2010 والألعاب الأولمبية الصيفية 2012. ولعبت مع Shanghai women's volleyball team ‏.

## وصلات خارجية
- تشانغ لي على موقع الاتحاد الأوروبي (الإنجليزية)
- تشانغ لي على موقع أوليمبيديا (الإنجليزية)